# Inanidrilus asagittatus
Inanidrilus asagittatus är en ringmaskart som beskrevs av Erséus 1997. Inanidrilus asagittatus ingår i släktet Inanidrilus och familjen glattmaskar. Inga underarter finns listade i Catalogue of Life.